# Otto Toeplitz
Otto Toeplitz (1. srpna 1881 Vratislav, Německé císařství – 15. února 1940 Jeruzalém, Britský mandát Palestina) byl německý matematik. Pracoval především v oborech funkcionální analýzy a lineární algebry.
Zpočátku se zabýval zejména algebraickou geometrií, později, pod vlivem Davida Hilberta, spektrální teorií, která vzešla z Hilbertova práce v oblasti integrálních rovnic a dalšími metodami rodící se funkcionální analýzy. Známá je také jeho práce v oblasti kvadratických forem.
Je po něm pojmenováno několik matematických vět a konceptů. V lineární algebře jsou to zejména Toeplitzova matice a Silvermanova-Toeplitzova věta, ve funkcionální analýze pak Toeplitzova algebra, Hellingerova-Toeplitzova věta a Calderónův-Toeplitzův operátor.